# Kaamasjoki
La rivière Kaamasjoki (finnois : Kaamasjoki) est un cours d'eau de Laponie en Finlande,,.

## Description
La rivière Kaamasjoki prend sa source près de la frontière norvégienne en Laponie.
Elle coule initialement dans une direction est et sud-est, puis tourne vers le sud et le sud-ouest.
Elke reçoit les affluents Kielajoki, Pieltojoki et Syysjoki, traverse le lac Vastusjärvi puis se jette dans le Mutusjärvi qui se déverse par la Kettujoki et la Juutuanjoki dans l'Inarijärvi.